# Ipnops
Genre
Synonymes
- Ipnoceps Fowler, 1943
- Lychnoculus Murray, 1877

Ipnops est un genre de poissons des grands fonds, de la famille des Ipnopidae. Les poissons du genre Ipnops sont petits, minces et vivent près du fond océanique dans les zones bathyales et abyssales. Le genre est notable pour les yeux peu communs de ses espèces.

## Répartition géographique

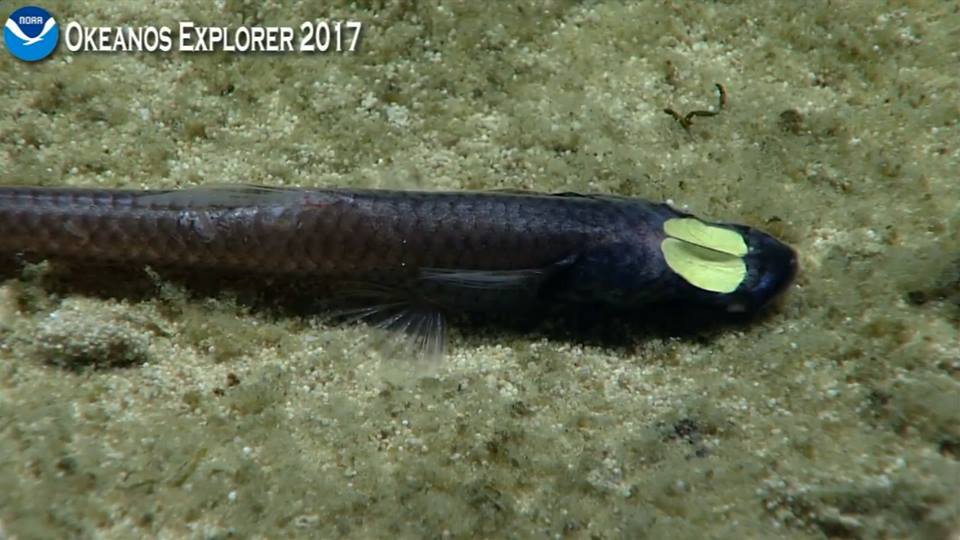
Gros plan sur les yeux d'un spécimen vivant.

Ipnops murrayi et Ipnops agassizi ont été attrapés à des profondeurs de 1 392–3 475 m ; Ipnops murrayi se trouve dans l'océan Atlantique alors que Ipnops agassizi occupe le bassin Indo-Pacifique. Ipnops meadi se trouve aussi dans le bassin Indo-Pacifique, mais dans des eaux plus profondes, vers 3 310 à 4 970 m sous la surface.

## Biologie
Les espèces de ce genre n'ont presque jamais été observées dans leur environnement, ainsi les détails de leur mode de vie doivent être déduits des caractéristiques des spécimens capturés. Ils ont de grandes bouches avec de nombreuses petites dents pour avaler les grandes proies, ainsi que des branchiospines bien développées permettant de filtrer de petits morceaux. L'examen du contenu de l'estomac montre un régime composé principalement de crustacés et des polychètes (vers marins).
Leurs yeux sont extrêmement plats, et les organes de la vue couvrent une bonne part de la partie supérieure de la tête. L'utilité de ces structures est discutée (elles sont sensibles à la lumière et peuvent servir à détecter les proies bioluminescentes) ; il a également été proposé que les organes eux-mêmes puissent être luminescents et agir en tant qu'appâts. Les poissons du genre Ipnops ont une ligne latérale bien développée, qui est peut-être la fonction sensorielle primaire, étant donné l'état dégénéré de leurs autres sens.
Comme d'autres poissons des profondeurs, ils sont hermaphrodites, avec les gonades masculines et femelles combinées dans un organe simple. La fertilisation externe est probable, probablement avec les œufs mûrs tenus par les nageoires pelviennes pour faciliter la fertilisation. La capture de nombreux spécimens dans un simple chalut laisse à penser que ces poissons puissent vivre en bancs.

## Systématique

### Liste d'espèces
Selon World Register of Marine Species (9 mai 2017) et FishBase (9 mai 2017) :
- Ipnops agassizii Garman, 1899 — bassin Indo-Pacifique
- Ipnops meadi Nielsen, 1966 — bassin Indo-Pacifique
- Ipnops murrayi Günther, 1878 — océan Atlantique

Auxquels l'ITIS rajoute :
- Ipnops pristibrachium (Fowler, 1943), probablement synonyme de Ipnops agassizii[3]

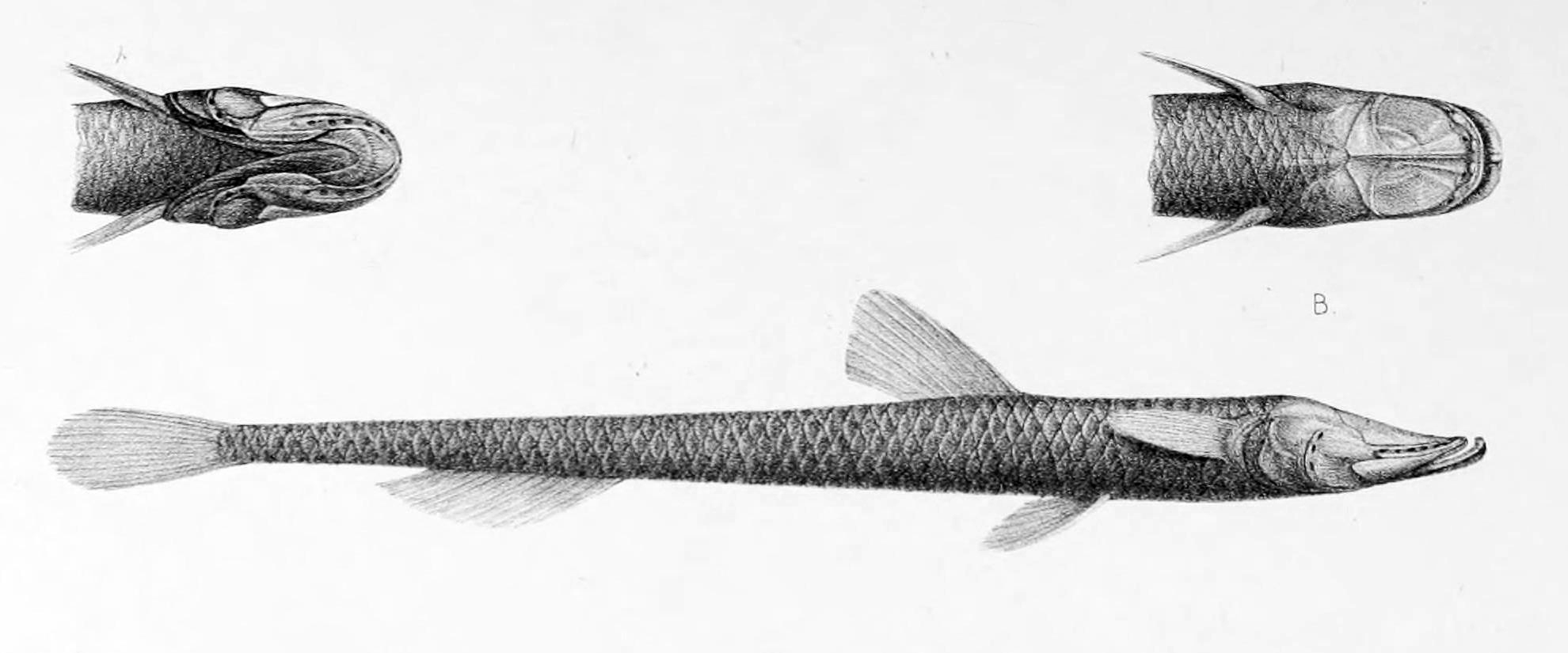
Ipnops murrayi
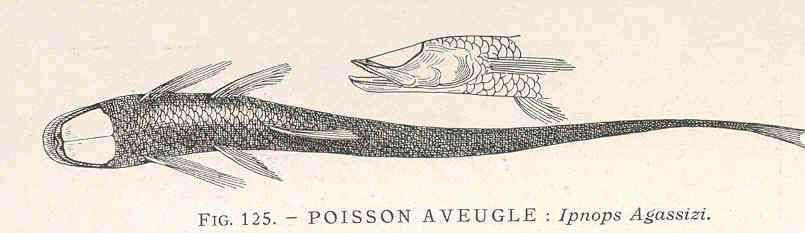
Ipnops agassizii

### Synonymes
Ipnops admet deux synonymes latins :
- Ipnoceps Fowler, 1943
- Lychnoculus Murray, 1877

### Source
- (en) Cet article est partiellement ou en totalité issu de l’article de Wikipédia en anglais intitulé « Ipnops » (voir la liste des auteurs).